# RTL II

Logo

RTL Zwei (voorheen RTL II) is een commerciële Duitse televisiezender die door RTL2 Fernsehen GmbH & Co. KG wordt geëxploiteerd. De onderneming werd in 1992 opgericht en heeft ca. 240 medewerkers in dienst. Andreas Bartl is sinds juni 2014 directeur. De onderneming is ten zuiden van München in de gemeente Grünwald gevestigd. Om mede te kunnen profiteren van de productietechniek van het RTL-nieuws, bevindt alleen de nieuwsredactie zich in Berlijn. 
RTL Zwei startte op 6 maart 1993 om 6:09 uur met de speelfilm Ein reizender Fratz. Op de uitzendingen van de nieuwsredactie na (RTL Zwei News, Das Nachrichtenjournal) worden de programma’s van de zender als uitbestede producties door onafhankelijke producenten gemaakt. ’s Middags worden eigen producties uitgezonden. In 2014 behaalde de zender bij de kijkers vanaf drie jaar een marktaandeel van 3,9%.

## Vennoten
- RTL Group S.A. (35,9 %)[5]
- Heinrich Bauer Verlag KG (31,5 %)[6]
- Tele München Fernseh GmbH & Co. Medienbeteiligung KG (31,5 %, waarvan elk 50 % Tele München Gruppe en The Walt Disney Company)[5]
- Burda GmbH (1,1 %)[5]

## Programma

### Middagprogramma
De zender concentreert zich momenteel op onder eigen verantwoordelijkheid geproduceerde docu-soaps en reality formats.

### Vooravondprogramma
In de vooravond zendt RTL Zwei op werkdagen de soaps Köln 50667 en Berlin – Tag & Nacht uit. Op zaterdag worden speelfilms vertoond, zondags vindt de uitzending van de magazin GRIP - Das Motormagazin plaats. 

### Avondprogramma
Op primetime zijn onder eigen verantwoordelijkheid geproduceerde docu-soaps als Die Geissens – Eine schrecklich glamouröse Familie en Frauentausch bijzonder succesvol. Tot de meest succesvolle series van RTL Zwei tijdens het avondprogramma behoorden en behoren verschillende series uit de Verenigde Staten, bijvoorbeeld Game of Thrones en The Walking Dead. Tijdens het nachtprogramma lopen Amerikaanse series als Autopsie – Mysteriöse Todesfälle en Flashpoint.
Een ander belangrijk bestanddeel van het avond- en nachtprogramma is de uitzending van speelfilms. Naast een groot aantal Amerikaanse producties introduceerde RTL Zwei hierbij vanaf 2004 de uitzending van Indische Bollywood-producties op de Duitse televisie.

### Duitse premières
RTL Zwei introduceerde als eerste zender op de Duitse televisie enkele zendformaten uit het buitenland, bijv.
- The Final Countdown: een zending ter gelegenheid van de millenniumwisseling die 24 uur duurde en de feestelijkheden op verschillende plaatsen op de hele wereld toonde.
- Popstars was in 2000 de eerste castingshow op de Duitse televisie.
- Jack Point Jack uit 2003 was de eerste interactieve speelfilm op de Duitse televisie.
- Bollywood-films: op 19 november 2004 zond RTL Zwei met In guten wie in schweren Tagen (oorspronkelijke titel: Kabhi Khushi Kabhie Gham) de eerste nagesynchroniseerde Bollywood-film op de Duitse televisie uit en behaalde bij de doelgroep van 14- tot 49-jarigen een kijkdichtheid van meer dan 12,3%. Door het grote succes worden sindsdien steeds weer Indische films uitgezonden. Daarvoor werden Bollywood-films in Hindi met Duitse ondertiteling op de zenders ARTE en VOX uitgezonden.

### Kinderprogramma
RTL Zwei bezat het grootste anime-aanbod van alle vrij te ontvangen Duitstalige televisiezenders. Zo werden series als Dinosaur King, Dragon Ball, Naruto, Blue Dragon, Pokémon, Yu-Gi-Oh! GX en Digimon uitgezonden. Daarnaast waren ook cartoons als Di-Gata Defenders, Pucca of Magi-Nation te zien. In februari 2013 deelde RTL Zwei mee dat het op zondagochtend uitgezonden kinderprogramma per 21 april 2013 zal worden beëindigd. Nog in april zal een speciaal onlinekanaal voor anime’s op rtl2.de starten.